# Medicina popolare siciliana
Medicina popolare siciliana, opera di Giuseppe Pitrè (Palermo, 21 dicembre 1841 – Palermo, 10 aprile 1916), scrittore, letterato e antropologo italiano, è una raccolta di tradizioni, pensieri, gesti e opere della vita sanitaria siciliana, che rivela anche un certo interesse nei confronti di un ambito prettamente medico. Il libro appartiene alla raccolta "Biblioteca delle tradizioni popolari siciliane".

## Il libro
Giuseppe Pitrè, autore del libro, noto medico e letterato, ha raccolto con molta cura tutte le fonti a sua disposizione e le ha riportate direttamente nel libro, evitando di effettuare anche un'involontaria selezione del materiale e di esprimere alcun giudizio personale e medico, sulle abitudini e i rimedi che i cittadini siciliani erano soliti praticare nel corso di una malattia. Come se si trattasse di un vero e proprio manuale di medicina, l'autore ha scelto di suddividere il libro in diverse sezioni, ognuna riguardante un particolare argomento: nella prima parte, infatti, dopo una breve prefazione, viene raffigurata la figura del medico siciliano, cercando di far intendere, nel modo migliore possibile, cosa esso rappresenti per i cittadini e cosa i cittadini rappresentino per lui. Proseguendo nella raccolta, l'autore si è soffermato sull'importanza che il cittadino siciliano attribuisce a materie, quali l'anatomia, la fisiologia e l'igiene, come esso si comporti nei confronti di queste e quanto queste stesse materie entrino a far parte della vita quotidiana dei cittadini. L'ultima parte del libro, infine, si riferisce alla patologia generale, intendendo con questa la natura della malattia, il saperla diagnosticare e le eventuali terapie che si possono adottare per sconfiggerla. Nel testo è possibile, inoltre, trovare filastrocche, proverbi e parole dialettali, per le quali viene riportata con rigore la provenienza logistica e l'impiego terapeutico.

### Il medico siciliano
Secondo quanto afferma Pitrè, nel suo libro, in Sicilia, in un certo senso, tutti hanno l'abitudine di sentirsi un po' medici. Non c'è persona che visitando un amico o un parente, affetto da qualche malattia, non abbia da dire la sua, arrivando addirittura a criticare quella particolare medicina o quel rimedio che il medico ha suggerito di adottare. E magari, capita che il giudizio di un semplice amico risulti più influente di quello del medico stesso; così, se la medicina è stata considerata inutile magari ci si rivolge ad un erbaiolo, che possa procurarne un'altra. Il medico, sostanzialmente, non riscuote molta ammirazione dal popolo, né questo gli pone alcun tipo di fiducia: se un malato guarisce, infatti, è per opera di quel particolare santo a cui ci si è rivolti, se invece muore, la responsabilità è del medico, che con i suoi rimedi, ha accelerato il corso della malattia. Non bisogna trascurare, che in Sicilia, spesso le parole, le erbe, le pietre e addirittura gli animali valgono per efficacia, più di una normale medicina. C'è per esempio un proverbio che dice: “C'è tanti erbi all'ortu, ca risurgina l'omu mortu”. Una delle convinzioni più particolari, tra tutte quelle analizzate, è che spesso il malato era più rassicurato da una persona potente e conosciuta, che da un medico. C'era chi addirittura affermava di saper guarire ferite, esclusivamente attraverso la sua saliva. Secondo la mentalità siciliana il vero medico deve essere vecchio, il farmacista ricco e il barbiere (chirurgo) giovane. Stranamente è quest'ultimo che si occupa della maggior parte degli atti pratici, come salassi, fratture, ascessi, lussazioni e malattie veneree. Non solo, ma il più delle volte accade, che il barbiere sia anche un medico, capace di compiere cose in cui spesso il semplice medico fallisce. Burocraticamente parlando, però, il potere decisionale di praticare salassi o particolari tipologie di intervento, spettava al medico e il barbiere, si sarebbe dovuto preoccupare solo dell'esecuzione di tali cure. Per quanto concerne la vita del medico, essa assumeva connotazioni diverse, in base a dove era vissuta: sembra che il medico delle grandi città fosse mal retribuito e che, invece, conducesse una vita migliore il medico di paese, probabilmente perché, in quest'ultimo caso, la paga di una visita non era solo fatta di denaro, ma anche di cibo. Altro aspetto di rilievo, che denota la figura del medico è che egli è spesso visto come una persona alla quale non bisogna nascondere nulla, neanche una lite, un problema morale o di scarso significato: a lui, come al confessore, bisogna dire tutto.
Un'altra figura importante in Sicilia, è quella dell'erbaiuolo, il quale con la sua “lattata di mennule” (latte di mandorla), il decotto di malva e di orzo e tante altre bibite e medicine, rinfresca e purifica il sangue a moltissime persone; egli, attraverso i suoi medicinali, offre rimedio a molte malattie, come la blenorragia, curata attraverso la “cannavusata” o alcuni tipi di irritazioni. Un elemento curioso è che la stragrande maggioranza delle botteghe di erbaioli, in Sicilia, erano gestite da donne.

### Anatomia
Sembra che in Sicilia, l'aspetto anatomico sia molto importante, indice di numerose informazioni che possono identificare una persona.
Secondo il popolo l'uomo e la donna, oltre che per il sesso, differiscono anche perché la donna ha una costola in meno (quella con la quale è stata creata), e non possiede il pomo di Adamo, segno della trasgressione di questi, che aveva ingerito il frutto proibito.
Le ossa vengono associate all'idea di forza e vigore; la statura gioca un ruolo importante nella società: chi è alto è considerato senza valore, incapace di compiere qualsiasi cosa: “è difficili trovuri un longu spertu e un curtu minchiuni"; d'altra parte, le cattive qualità spesso sono presenti nelle persone di bassa statura: curtu, malu cavatu (corto, mal formato). Anche la corporatura è importante nell'immaginario collettivo, (la pinguedine, infatti, è indice di scarso ingegno e di volgarità). Addirittura attraverso il colorito di una persona è possibile esprimere giudizi: una donna troppo chiara di carnagione è insensibile e non disposta all'amore, un uomo troppo chiaro è debole di corpo e di spirito, scarso di propositi; chi suda molto è un grande lavoratore e chi possiede molti peli, sia sulle braccia che sul viso è considerato un tipo virile e avventuroso; chi ha una testa grande è intelligente, viceversa chi ce l'ha piccola è ingenuo e stupido. I nei sono testimonianza di bellezza, così come i "disii" (voglie), cioè macchie sulla pelle che nascono, secondo il volgo, da un forte desiderio della madre durante la gravidanza; l'occhio è l'organo per eccellenza del nostro corpo, “jucarisi l'occhi” (giocarsi gli occhi) vuol dire appunto giocarsi tutto; gli occhi piccoli indicano furbizia; così come il prurito dell'occhio destro indica amore violento, quello dell'occhio sinistro, amore stanco. Se fischia l'orecchio destro indica che qualcuno parla male di noi, se l'orecchio sinistro, che qualcun ci sta lodando. Chi ha un grosso naso indovina le cose e conosce bene le persone; il muso indica il nostro stato d'animo e le labbra troppo rosse, sono indice di sensualità; chi possiede denti grossi è uno che si fa rispettare, chi non ha buoni denti è un bugiardo e cialtrone; chi ha un collo corto è ipocrita. La mano piccola indica vita lunga, quella grande vita breve. Il fegato, che non è un organo molto conosciuto dal popolo, è associato all'idea di ira e nervosismo; chi starnutisce durante una malattia è sulla via della guarigione, chi lo fa in buona salute sta per ammalarsi; chi ride spesso è sciocco, chi non ride mai, invece, può essere pericoloso; il cuore è l'organo del coraggio e dell'amore, chi è coraggioso possiede un grande cuore.
Si pensa che i vizi o le virtù si possano trasmettere di generazione in generazione, se una donna è onesta, la famiglia sarà altrettanto.

### Patologia generale
La maggior parte delle malattie, secondo il cittadino siciliano, è provocata da irritazione e la bocca ne è la principale manifestazione. Subito dopo, i mali sono causati da reuma e nervi e, infine, dall'aria che inspiriamo. Le epidemie sono causate proprio da aria cattiva: se un ammalato muore per un'epidemia è usanza comune bruciarne i vestiti e tutti i suoi oggetti. Qualunque malessere sia legato allo stomaco, questo è causato da acidità. Un particolare tipo di patologia, se così può essere definita, è la iettatura: chi ne è colpito ha scarsissime probabilità di guarigione. Spesso la natura di alcune malattie è ancora attribuita al cattivo sangue ed agli umori in generale.
Un aspetto interessante che si rivela è quello diagnostico: la diagnosi infatti, viene effettuata solitamente attraverso l'analisi dei fluidi dell'organismo: sangue ed urina, se questa è chiara è indizio di salute, altrimenti di malattia. Anche il sudore è un indizio che il medico non trascura, se una malattia è accompagnata da febbre e sudore, questo è un segno positivo.
La salute di una persona, non è del tutto affidata ai medici: a Naso ad esempio, i parenti dell'ammalato fanno visita al pozzo della chiesa della Madonnuzza: se il pozzo presenta delle goccioline attaccate alla superficie, il malato guarirà, altrimenti no. Alcuni si affidano al colore di un cavolo bollito, se questo risultasse giallognolo la prognosi sarebbe grave. Un buon presagio è, poi, lo starnuto, che indica che i mali escono dall'organismo.
È interessante, infine, riportare alcune cure praticate dal popolo: il morso di una vespa si cura applicando una lama alla ferita; il morso di un ragno si cura adagiando il ragno ucciso sulla parte lesa; chi soffre di itterizia deve odorare fiori gialli di una zucca; contro il prurito dell'orticaria si applica un cordone di lana attorno alla vita; tutte le malattie difficili da diagnosticare o da curare vanno contrastate applicando i salassi; quest'ultimo viene effettuato in sedi diverse dell'organismo: se il dolore è cardiaco si effettua sulla mano, se al fianco al piede, se alla testa nella spalla.

## Edizioni
1. Medicina popolare siciliana. Raccolta e ordinata da Giuseppe Pitrè; editore: C. Clausen, 1896 (disponibile per il download su Internet Archive)
2. Medicina popolare siciliana; editore: G. Barbèra, 1949 (disponibile per il download su Internet Archive)
3. Medicina popolare siciliana; editore: Forni, 1969
4. Medicina popolare siciliana; editore: Il Vespro, 1978
5. Medicina popolare siciliana; editore: Forni, 1981
6. Medicina popolare siciliana; editore: Brancato, 1994
7. Medicina popolare siciliana; editore: Brancato, 2004